# عنکبوت‌های پاصیقلی
عنکبوت‌های پاصیقلی (نام علمی: Trachelidae) نام یک تیره از درست‌مادینه است.